# Washington Township (Bergen County, New Jersey)
Washington Township ist ein Township im Bergen County des Bundesstaats New Jersey in den USA. Das U.S. Census Bureau hat bei der Volkszählung 2020 eine Einwohnerzahl von 9.285 ermittelt.

## Geographie
Nach den Angaben des United States Census Bureaus hat die Stadt eine Gesamtfläche von 7,7 km², wovon 7,5 km² Land und 0,1 km² (1,69 %) Wasser ist.

## Geschichte
Der National Park Service weist für Washington Township ein Haus im National Register of Historic Places (NRHP) aus (Stand 25. Dezember 2018), das Seven Chimneys.

## Demographie
Nach der Volkszählung von 2000 gibt es 8.938 Menschen, 3.219 Haushalte und 2.687 Familien in der Stadt. Die Bevölkerungsdichte beträgt 1.185,9 Einwohner pro km². 92,07 % der Bevölkerung sind Weiße, 0,98 % Afroamerikaner, 0,04 % amerikanische Ureinwohner, 5,57 % Asiaten, 0 % pazifische Insulaner, 0,44 % anderer Herkunft und 0,90 % Mischlinge. 3,35 % sind Latinos unterschiedlicher Abstammung.
Von den 3.219 Haushalten haben 33,9 % Kinder unter 18 Jahre. 74,2 % davon sind verheiratete, zusammenlebende Paare, 7,0 % sind alleinerziehende Mütter, 14,5 % sind keine Familien, 14,5 % bestehen aus Singlehaushalten und in 7,7 % Menschen sind älter als 65. Die Durchschnittshaushaltsgröße beträgt 2,77, die Durchschnittsfamiliengröße 3,07.
22,7 % der Bevölkerung sind unter 18 Jahre alt, 4,8 % zwischen 18 und 24, 27,7 % zwischen 25 und 44, 27,8 % zwischen 45 und 64, 16,9 % älter als 65. Das Durchschnittsalter beträgt 42 Jahre. Das Verhältnis Frauen zu Männer beträgt 100:92,3, für Menschen älter als 18 Jahre beträgt das Verhältnis 100:89,9.
Das jährliche Durchschnittseinkommen der Haushalte beträgt 83.694 USD, das Durchschnittseinkommen der Familien 88.017 USD. Männer haben ein Durchschnittseinkommen von 67.090 USD, Frauen 41.699 USD. Der Prokopfeinkommen der Stadt beträgt 39.248 USD. 2,4 % der Bevölkerung und 1,5 % der Familien leben unterhalb der Armutsgrenze, davon sind 2,5 % Kinder oder Jugendliche jünger als 18 Jahre und 3,0 % der Menschen sind älter als 65.